# Droga wojewódzka 979
Die Droga wojewódzka 979 (DW 979) ist eine sechs Kilometer lange Droga wojewódzka (Woiwodschaftsstraße) in der polnischen Woiwodschaft Kleinpolen, die Moszczenica mit Gorlice verbindet. Die Strecke liegt im Powiat Gorlicki.

## Streckenverlauf
Woiwodschaft Kleinpolen, Powiat Gorlicki
-  Moszczenica (DW 977)
- Zagórzany
-  Gorlice (Görlitz) (DK 28, DW 977, DW 993)